# Chicago, Rock Island and Pacific Railroad
Le Chicago, Rock Island and Pacific Railroad (CRI&PPP) (sigle AAR: RI, ROCK) était un chemin de fer américain de classe I. Il était aussi connu sous le nom de Rock Island Line, ou dans ses dernières années, The Rock.

## Les origines

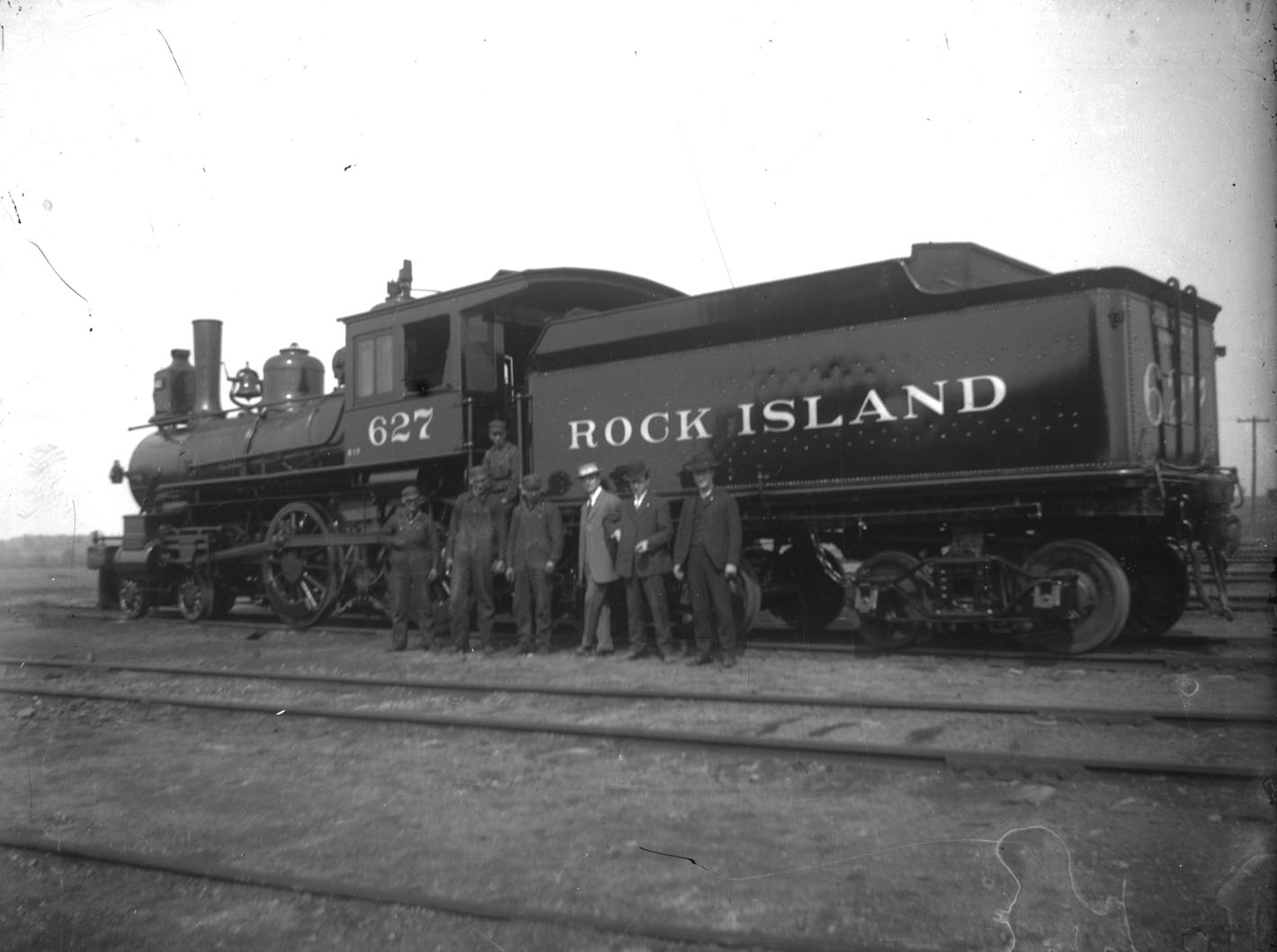
Locomotive du Rock Island, vers 1880

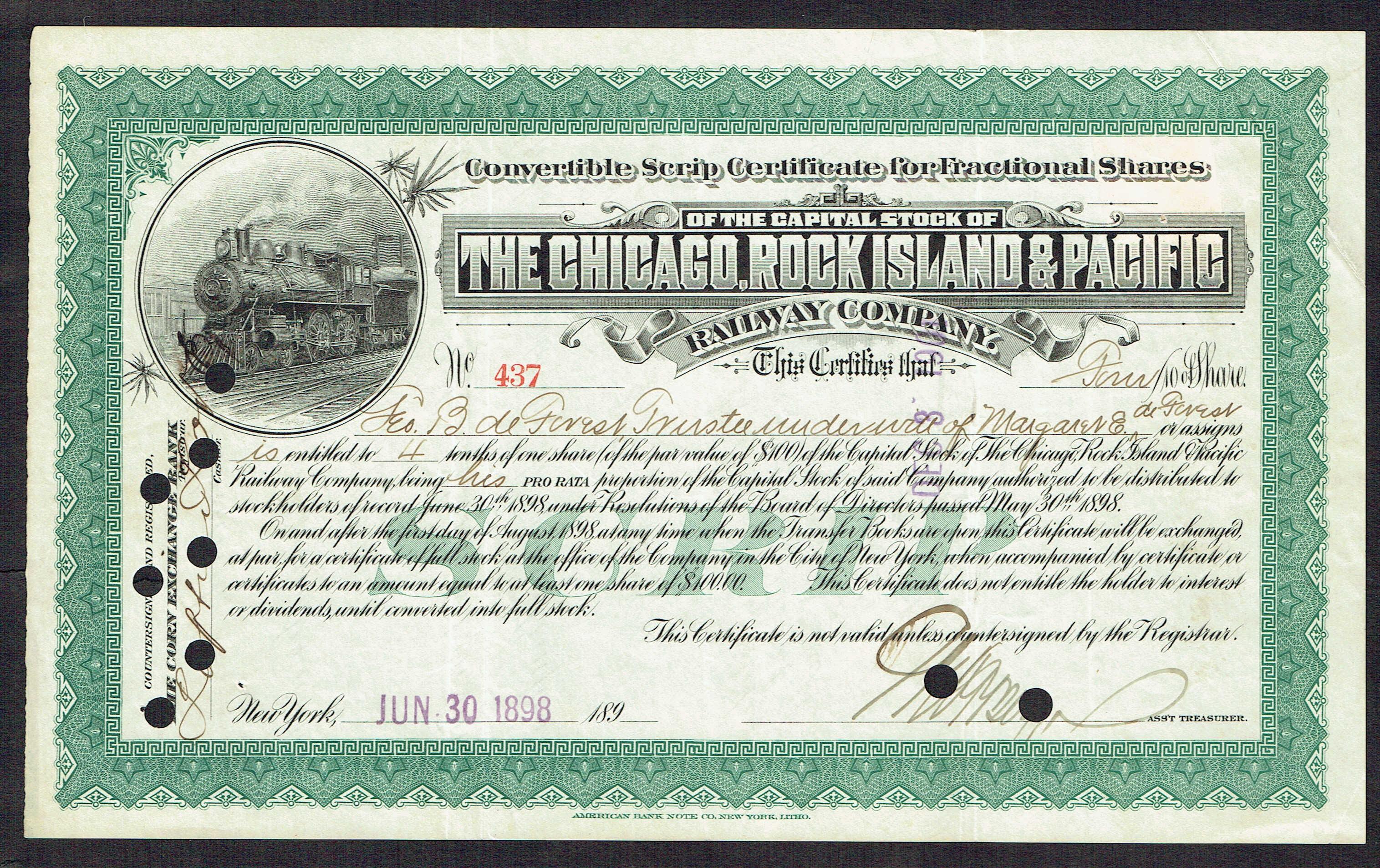
Action du Chicago, Rock Island & Pacific Railway Company en date du 30 juin 1898

Son ancêtre, le Rock Island & La Salle Railroad Company, fut enregistré le 27 février 1847 dans l'Illinois, mais il ne fut approuvé que le 7 février 1851 sous le nom de Chicago and Rock Island Railroad. La construction débuta le 1er octobre 1851 à Chicago, et le premier train fut lancé le 10 octobre 1852 entre Chicago et Joliet. La poursuite du réseau permit d'atteindre LaSalle, puis Rock Island le 22 février 1854, permettant à la compagnie d'être la première à relier Chicago au fleuve Mississippi.
Dans l'Iowa, le C&RI créa le Mississippi and Missouri Railroad Company M&M, le 5 février 1853, pour relier Davenport à Council Bluffs; et le 20 novembre 1855, le premier train en exploitation dans l'Iowa circulait entre Davenport et Muscatine. Le pont sur le fleuve Mississippi entre Rock Island et Davenport fut achevé le 22 avril 1856. En 1857, Abraham Lincoln, en qualité d'avocat, représenta le Rock Island lors d'une action en justice concernant les ponts bâtis sur des fleuves navigables. L'action avait été portée par le propriétaire d'un bateau à vapeur qui fut détruit par un incendie après avoir heurté le pont sur le Mississippi. Lincoln argumenta que non seulement le bateau à vapeur était en faute en touchant le pont, mais que de tels ponts traversant les fleuves navigables représentaient un avantage pour la nation. Le M&M fut acquis par le C&RI le 9 juillet 1866, pour constituer le Chicago, Rock Island and Pacific Railroad. Le chemin de fer s'agrandit par des constructions et acquisitions dans les décennies qui suivirent.

## Les territoires

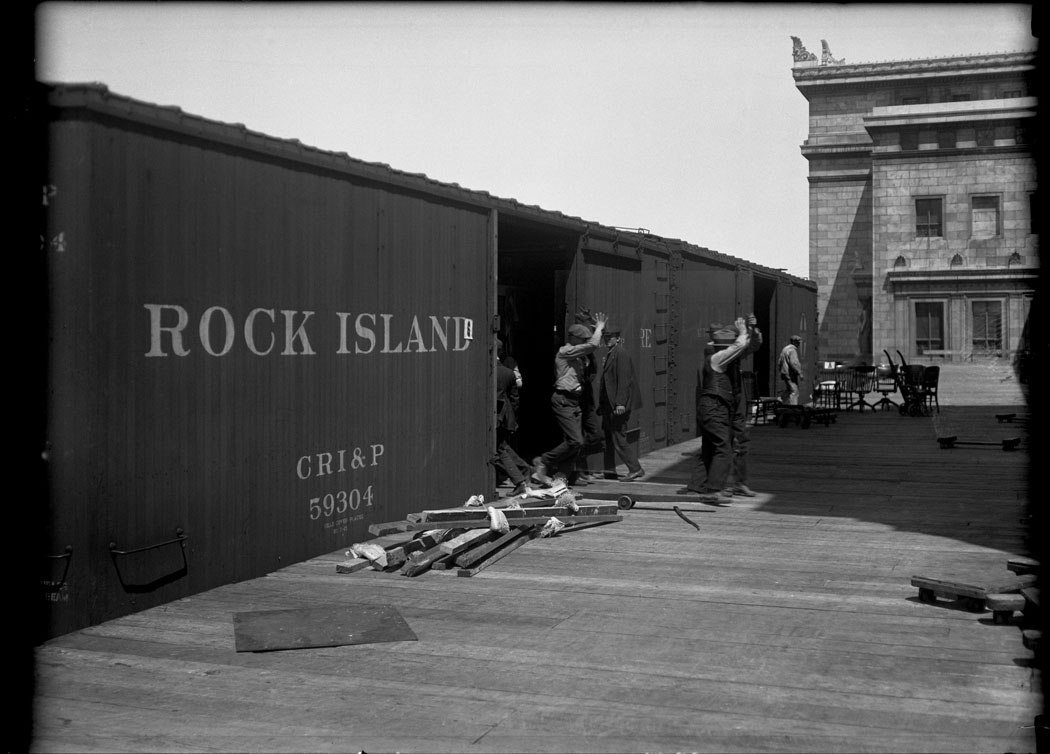
Chargement d'un wagon du Rock Island, 1920.

Ses rails serpentaient dans les Grandes Plaines des greniers à grains du Minnesota, aux raffineries de sucre de Louisiane, de Chicago sur les lacs, à Denver à 1 600 m d'altitude. Le Rock Island s'étendait à travers l'Arkansas, le Colorado, l'Illinois, l'Iowa, le Kansas, le Missouri, le Nebraska, le Nouveau-Mexique, l'Oklahoma et le Texas. Le réseau était bordé à l'est par Chicago et Memphis, au sud par Galveston et Eunice, à l'ouest par Denver, et Santa Rosa et au nord par Minneapolis, Minnesota.
Les lignes principales incluaient : Minneapolis / Kansas City via Des Moines;  St. Louis / Santa Rosa via Kansas City;  Herington, Kansas / Galveston via Fort Worth et Dallas, Texas;  et Santa Rosa / Memphis. Le plus gros trafic se trouvait sur les lignes Chicago / Rock Island et Rock Island / Muscarine. Connu sous le nom de Rockets Road, une des lignes principales Chicago / Tucumcari, Nouveau-Mexique fut baptisée Golden State Route.
À cette époque les locomotives marchandises étaient noires.

## Les trains de voyageurs

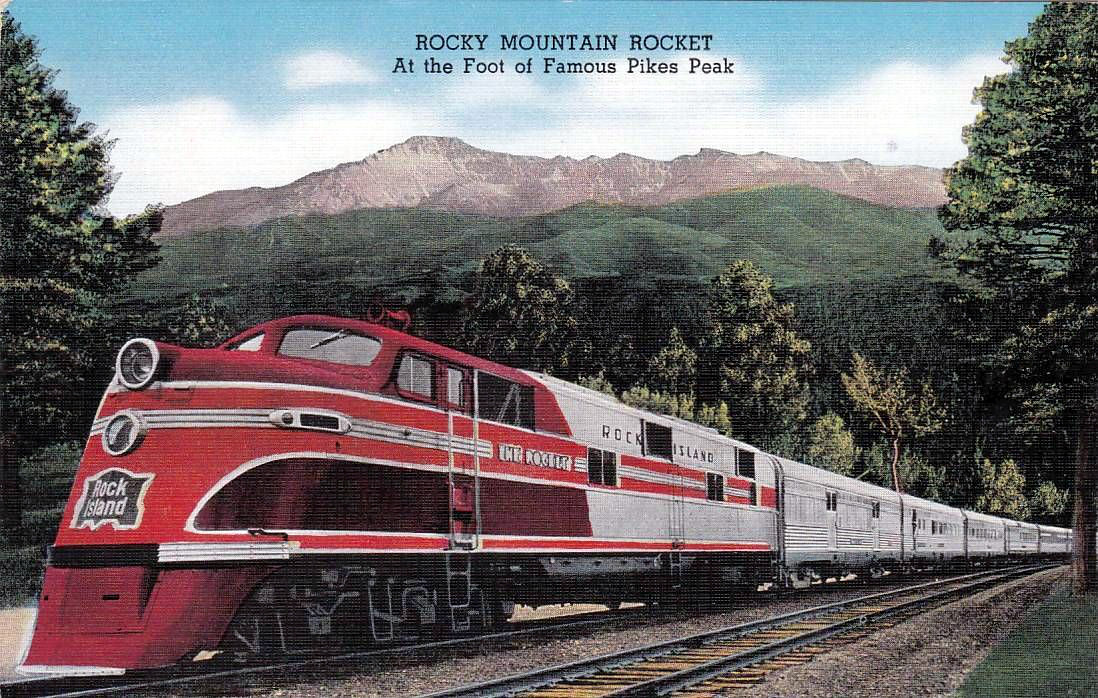
La Rocky Mountain Rocket du Rock Island.

En concurrence avec les Chiefs du  Santa Fe, le Rock Island exploita conjointement avec le Southern Pacific Railroad de 1902 à 1968, le Golden State Limited (desservant Chicago, Kansas City, Tucumcari, El Paso, Los Angeles). Le nom fut raccourci en Golden State après la modernisation de 1948. Ce fut le dernier train de première classe du Rock Island avec wagon-restaurant et wagon-lits à circuler jusqu'en 1968.
Sur l'axe Chicago – Denver / Colorado Springs, le Rock Island, qui était en compétition avec les Zephyrs du Chicago, Burlington and Quincy Railroad, développa le Rocky Mountain Rocket. À Limon, Colorado, ce train était divisé en 2 pour desservir Denver ou Colorado Springs. À cause de la concurrence automobile, sa route fut d'abord réduite à la liaison Chicago – Omaha; mais lorsqu'il ne relia plus que Chicago à Council Bluffs, il fut rebaptisé The Cornhusker. En 1970, ce train qui ne sortait plus de l'Illinois en reliant Chicago à Rock Island, fut rebaptisé le Quad Cities Rocket.
La compagnie exploitait également d'autres Rockets pour desservir le Midwest. Ces Rockets incluaient : 
- le Corn Belt Rocket (desservant Chicago, Des Moines, Omaha),
- le Twin Star Rocket (reliant Minneapolis, Minnesota, Saint-Paul, Minnesota, Des Moines, Kansas City, Oklahoma City, Fort Worth, Dallas, Houston),
- le Zephyr Rocket (desservant Minneapolis, Minnesota, Saint-Paul, Minnesota, Burlington, Saint-Louis, Missouri)
- le Choctaw Rocket (reliant Memphis, Little Rock, Arkansas, Oklahoma City, Amarillo, Texas, Tucumcari, Nouveau-Mexique).

Les locomotives de voyageurs avaient une livrée originale de couleur rouge et argent. Le Rock Island ne rejoignit pas l'Amtrak lors de sa formation en 1971, et continua d'exploiter ses propres trains de voyageurs. Après avoir conclu que le coût de l'exploitation en commun reviendrait au même, le Rock Island décida de maintenir ses deux trains inter-cités restant, le Peoria Rocket (Chicago / Peoria, Illinois) et le Quad Cities Rocket (Chicago / Rock Island), au titre de service public pour l'État de l'Illinois. Ces deux trains furent arrêtés le 31 décembre 1978.

## La fin du Rock Island
Après sa réorganisation en 1970, le Rock Island développa une nouvelle image dite The Rock avec un grand R et l'utilisation de la couleur bleu clair.
Convoité par l'Union Pacific Railroad, le Rock Island fut victime du plus long et du plus compliqué processus de fusion jamais rencontré dans l'histoire de l'Interstate Commerce Commission (ICC). Après une décennie d'audits et d'études, l'ICC finalement approuva l'acquisition du Rock Island par l'Union Pacific, sous réserve de nombreuses conditions, comme la reprise de 50 % du réseau par le Southern Pacific Railroad. L'état de la voie se détériora grandement durant les négociations de fusion, et l'UP déclina de poursuivre le protocole de fusion.
En 1975, le Rock entra en redressement judiciaire pour sa troisième et dernière banqueroute. L'espoir d'une réorganisation échoua, en partie à cause des réticences de l'US Department of Transportation pour  créer un chemin de fer de type Penn Central / Conrail.
En août 1979, le Brotherhood of Railway and Airline Clerks (BRAC) s'engagea dans une lutte contre le Rock Island à propos de salaires rétroactifs.
Lorsque la résolution du conflit parut impossible, l'ICC ordonna au Kansas City Terminal Railway de reprendre l'exploitation du Rock Island en septembre 1979. À la mi-janvier 1980, le tribunal jugea que le Rock Island ne pouvait pas être réorganisé avec succès et ordonna sa liquidation. La gare de Kansas City Terminal commença l'embargo sur l'arrivage des marchandises à la fin février et le Rock Island cessa son activité le 31 mars 1980.
Des tronçons du Rock Island continuaient d'être exploités par d'autres compagnies sur ordre de l'ICC, tandis que le fondé de pouvoir, William Gibbons, commençait le processus de vente et de démantèlement du chemin de fer. Son réseau de 11 200 km fut morcelé entre diverses compagnies :
- 1 544 km pour le SP Cotton Belt
- 1 200 pour le Chicago and North Western Railway
- 1 200 pour le régional Kyle Railroad
- 1 032 pour une filiale de l'ancien Katy (actuellement UP)
- 880 à l'Iowa Railroad (actuellement Iowa Interstate).

Ce fut la plus grosse liquidation de toute l'histoire des chemins de fer des États-Unis. La holding du Rock Island, appelée Chicago Pacific Corporation, continua d'exister après la liquidation de son activité ferroviaire.